# Moi qui ai servi le roi d'Angleterre
Pour plus de détails, voir Fiche technique et Distribution.
Moi qui ai servi le roi d'Angleterre (Obsluhoval jsem anglického krále) est un film tchèque réalisé par Jiří Menzel, sorti en 2006. 
C'est l'adaptation du roman du même nom de Bohumil Hrabal publié en 1971 ; c'est la sixième adaptation par Jiří Menzel d'un roman de  Bohumil Hrabal.

## Fiche technique
- Titre original : Obsluhoval jsem anglického krále
- Titre français : Moi qui ai servi le roi d'Angleterre
- Réalisation : Jiří Menzel
- Scénario : Zdeněk Svěrák d'après Bohumil Hrabal
- Pays d'origine : République tchèque
- Format : Couleurs - 35 mm - 1,85:1 - Dolby Digital
- Genre : comédie, drame
- Durée : 120 minutes
- Date de sortie : 2006

## Distribution
- Ivan Barnev : Jan Díte, jeune
- Oldrich Kaiser : Jan Díte, âgé
- Julia Jentsch : Líza
- Marián Labuda : Walden
- Milan Lasica : le professeur
- Zuzana Fialová : Marcela
- Martin Huba : Skrivánek
- Josef Abrhám : l'hotelier Brandejs
- Jirí Lábus : le responsable de l'hôtel
- Rudolf Hrušínský : Tichota
- Pavel Nový : le général
- Jaromír Dulava : Karel, le serveur
- Petra Hrebícková : Jaruska

## Récompenses
- Berlinale 2007 : Prix FIPRESCI de la Berlinale